# Кератофир
Кератофири су субмарински еквиваленти албитских сијенита са нискотемпературном асоцијацијом минерала. Они су чланови спилит – кератофирских асоцијација, које су формиране у специфичним условима.
По саставу, генези и начину појављивања веома су слични кварцкератофирима од којих се једино разликују по одсуству кварца као битног састојка.